# Ratpenat papallona
Els ratpenats papallona (Glauconycteris) són un gènere de la família dels vespertiliònids dins dels quiròpters.

## Taxonomia
- G. alboguttata
- G. argentata
- G. atra
- G. beatrix
- G. curryae
- G. egeria
- G. gleni
- G. humeralis
- G. kenyacola
- G. machadoi
- G. poensis
- G. variegata